# Inline-Speedskating-Europameisterschaften 2008
Die Europameisterschaften wurden im deutschen Gera ausgetragen. Die Bahn-Wettkämpfe fanden vom 21. bis 23. Juli und die Straßen-Wettkämpfe vom 25. bis 27. Juli 2008 statt.

## Frauen
| Distanz              | Gold                                                | Silber                                                        | Bronze                                                      |
| Bahn                 | Bahn                                                | Bahn                                                          | Bahn                                                        |
| -------------------- | --------------------------------------------------- | ------------------------------------------------------------- | ----------------------------------------------------------- |
| 300 m Einzelsprint   | Nicoletta Falcone                                   | Sheila Posada                                                 | Erika Zanetti                                               |
| 500 m Sprint         | Erika Zanetti                                       | Maria Laura Orru                                              | Sheila Posada                                               |
| 1000 m Sprint        | Nicoletta Falcone                                   | Elma de Vries                                                 | Sabine Berg                                                 |
| 10000 m Punkte-Auss. | Simona Di Eugenio                                   | Laetitia Le Bihan                                             | Nadine Gloor                                                |
| 10000 m Ausscheidung | Aurélie Duchemin                                    | Simona Di Eugenio                                             | Cinzia Ponzetti                                             |
| 3000 m Staffel       | Italien Cinzia Ponzetti Silvia Caglio Erika Zanetti | Frankreich Laetitia Le Bihan Aurélie Duchemin Justine Halbout | Niederlande Mariska Huisman Elma de Vries Bianca Roosenboom |
| Straße               |                                                     |                                                               |                                                             |
| 200 m Einzelsprint   | Erika Zanetti                                       | Nicoletta Falcone                                             | Maria Laura Orru                                            |
| 500 m Sprint         | Desire Contenti                                     | Erika Zanetti                                                 | Nicoletta Falcone                                           |
| 10000 m Punkte       | Sabine Berg                                         | Arianna Arcidiacono                                           | Elma de Vries                                               |
| 15000 m Ausscheidung | Laura Lardani                                       | Giovanna Turchiarelli                                         | Cindy Etonne                                                |
| 5000 m Staffel       | Deutschland Sabine Berg Tina Strüver Jana Gegner    | Frankreich Aurélie Duchemin Cindy Etonne Justine Halbout      | Spanien Sheila Posada Lorena Iglesias Irene Reyes           |
| Langstrecke          |                                                     |                                                               |                                                             |
| 42195 m Marathon     | Sabine Berg                                         | Justine Halbout                                               | Giovanna Turchiarelli                                       |

## Männer
| Distanz              | Gold                                                           | Silber                                                 | Bronze                                                      |
| Bahn                 | Bahn                                                           | Bahn                                                   | Bahn                                                        |
| -------------------- | -------------------------------------------------------------- | ------------------------------------------------------ | ----------------------------------------------------------- |
| 300 m Einzelsprint   | Wouter Hebbrecht                                               | Gregorio Duggento                                      | Nicolas Pelloquin                                           |
| 500 m Sprint         | Julien Despaux                                                 | Thomas Boucher                                         | Florian Leveufre                                            |
| 1000 m Sprint        | Thomas Boucher                                                 | Alexis Contin                                          | Claudio Naselli                                             |
| 10000 m Punkte-Auss. | Fabio Francolini                                               | Yann Guyader                                           | Francisco Jose Peula                                        |
| 15000 m Ausscheidung | Yann Guyader                                                   | Fabio Francolini                                       | Francesco Zangarini                                         |
| 3000 m Staffel       | Frankreich Alexis Contin Yann Guyader Julien Despaux           | Niederlande Sjoerd Huisman Michel Mulder Ronald Mulder | Spanien Francisco Jose Peula Garikoitz Lerga Fernando Mejia |
| Straße               |                                                                |                                                        |                                                             |
| 200 m Einzelsprint   | Wouter Hebbrecht                                               | Gregorio Duggento                                      | Simone Bellia                                               |
| 500 m Sprint         | Alexis Contin                                                  | Matthias Schwierz                                      | Ronald Mulder                                               |
| 10000 m Punkte       | Julien Sourisseau                                              | Yann Guyader                                           | Davide Amabili                                              |
| 20000 m Ausscheidung | Alexis Contin                                                  | Yann Guyader                                           | Alessandro Gherardi                                         |
| 5000 m Staffel       | Frankreich Florian Leveufre Nicolas Pelloquin Benjamin Douchin | Belgien Ferre Spruyt Maarten Swings Kwinten Tas        | Deutschland Felix Rijhnen Matthias Schwierz Nico Wieduwilt  |
| Langstrecke          |                                                                |                                                        |                                                             |
| 42195 m Marathon     | Yann Guyader                                                   | Garikoitz Lerga                                        | Diogo Marreiros                                             |

## Medaillenspiegel
| Platz | Land        | Gold | Silber | Bronze | Gesamt |
| ----- | ----------- | ---- | ------ | ------ | ------ |
| 1.    | Frankreich  | 10   | 9      | 3      | 22     |
| 2.    | Italien     | 9    | 9      | 10     | 28     |
| 3.    | Deutschland | 3    | 1      | 2      | 6      |
| 4.    | Belgien     | 2    | 1      | 0      | 3      |
| 5.    | Spanien     | 0    | 2      | 4      | 6      |
| 6.    | Niederlande | 0    | 2      | 3      | 5      |
| 7.    | Schweiz     | 0    | 0      | 1      | 1      |
| 7.    | Portugal    | 0    | 0      | 1      | 1      |